# دیکسون (قلمرو پایتختی استرالیا)
دیکسون (به انگلیسی: Dickson) یک حومه شهر در استرالیا است که در قلمرو پایتختی استرالیا واقع شده‌است.